# آنا دمنتیوا
آنا دمنتیوا (به انگلیسی: Anna Dementyeva) ژیمناست زادهٔ ۲۸ دسامبر ۱۹۹۴ میلادی اهل کشور روسیه است.